# 富士通レッドウルブズ
富士通レッドウルブズ（ふじつうレッドウルブズ）は、神奈川県川崎市に本拠地を置き、日本社会人バスケットボール連盟に加盟する社会人バスケットボールの企業チームである。運営母体は富士通。

## 歴史
1946年、富士通信機製造（当時）に入社した「コンピュータの天才」こと池田敏雄の手により創部。池田は在籍時に国体にて1試合で個人最高得点となる65点を記録し、全日本最優秀センター賞も受賞した。
2011年度からは関東実業団リーグに所属し、2016年度には関東リーグ初優勝。2018年には全日本実業団選手権で3位。
地域リーグ再編後は南関東ブロックに所属している。

## 主な戦績
- 関東実業団バスケットボールリーグ戦優勝（2016年度）